# Глад, Марсио
Марсио Глад также известный как Марсиньо Геррейро (порт.-браз. Márcio Glad aka Marcinho Guerreiro; 23 сентября 1980, Нову-Оризонти, Бразилия) — бразильский футболист, защитник.

## Биография
Родился в небольшом городке Нову-Оризонти, что рядом с Сан-Паулу. В 10 лет начал заниматься футболом в родном городе, в 17 подписал первый профессиональный контракт с командой «Олимпия», выступавшей в третьей лиге. Два года играл за различные команды. После этого подписал контракт с командой «Гама» первого дивизиона. Позже играл в «Фигейренсе». Позже его пригласили в «Палмейрас», играл всегда в основном составе на позиции опорного полузащитника.
В 2006 году имел предложения от российского «Зенита» и французского «Олимпик Марселя». Сначала руководители «Палмейраса» и «Зенита» обо всём договорились, и Марсио был согласен, но тут возник вариант с французским клубом «Олимпик». Команда из Марселя вроде бы предложила большую сумму за него, но в последний момент сделка сорвалась. К тому времени он уже отклонил предложение российского клуба и в итоге продолжил карьеру в «Палмейрасе».
В январе 2007 года перешёл в «Металлург» (Донецк), подписал четырёхлетний контракт, его купили за 1 500 000 евро. В чемпионате Украины дебютировал 4 марта 2007 года в матче «Сталь» — «Металлург» (3:0). В конце 2007 года был отдан на год в аренду «Сантосу». Тогда же было объявлено, что он перешёл в «Арсенал» (Киев), но это было ошибкой.
Летом 2008 года перешёл в испанский клуб «Реал Мурсия».

## Личная жизнь
Его семья проживает в городе Нову-Оризонти. Отец рано ушёл из жизни, а мать воспитывала его и двух старших братьев. Женат на Хоберте.